# Opizia bracteata
Opizia bracteata là một loài thực vật có hoa trong họ Hòa thảo. Loài này được McVaugh mô tả khoa học đầu tiên năm 1983.